# Northbridge (Massachusetts)
Pour les articles homonymes, voir Northbridge (homonymie).
Northbridge est une ville du Comté de Worcester dans le Massachusetts.
La population était de 15 707 habitants en 2010.
Northbridge est la ville natale du professeur de littérature et langues romanes Arthur Livingston [1883-1944), qui a contribué à faire connaître aux États-Unis de nombreux auteurs européens dans l'Entre-Deux-Guerres.